# Baton twirling
Baton twirling je umetnost, ki vključuje manipulacijo kovinske palice in telesa izvajalca v usklajeno rutino.  Podobna je ritmični gimnastiki. Twirling združuje ples, gibčnost, koordinacijo in prilagodljivost, medtem ko manipulira z eno ali več palicami. To je šport, ki se igra po vsem svetu. Nastop običajno spremlja glasba. Med presojo temeljne značilnosti vključujejo ravnanje s palico za ustvarjanje vizualnih podob, slik in vzorcev, izvršenih s spretnostjo, tako blizu telesa kot okoli telesa, ter pravilno spuščanje palice v zrak. Disciplina zahteva hkratno mešanje teh temeljnih značilnosti z uporabo časa in prostora za prikaz tako tehničnih lastnosti kot umetniškega izraza. Obstaja več vrst palic za vrtenje. Mažorete se z orkestrsko zasedbo vrtijo v skupini za srednjo šolo ali fakulteto. Twirler lahko nastopa kot del skupine, ki nastopa na paradi ali pred občinstvom. Tekmovalni tekmovalci lahko tekmujejo samostojno ali kot del skupine. Twirlerji se začnejo učiti veščin že v zgodnjem otroštvu, vendar običajno v osnovnošolski starosti, čeprav se nekateri začnejo že v srednji šoli.